# Bơi nghệ thuật tại Đại hội Thể thao châu Á 1998
Nội dung bơi nghệ thuật tại Đại hội Thể thao châu Á 1998 được tranh tài từ ngày 13 đến 15 tháng 12 năm 1998, diễn ra tại Trung tâm thể thao dưới nước Thammasat, Bangkok, Thái Lan. Tổng cộng có 16 vận động viên đến từ bảy quốc gia tranh tài tại nội dung thi đâu này, Nhật Bản giành huy chương vàng ở cả hai nội dung, Hàn Quốc giành hai huy chương bạc và Trung Quốc giành hai huy chương đồng.

## Danh sách huy chương
| Nội dung      | Vàng                                    | Bạc                                     | Đồng                           |
| ------------- | --------------------------------------- | --------------------------------------- | ------------------------------ |
| Biểu diễn đơn | Miya Tachibana · Nhật Bản               | Choi Yoo-jin · Hàn Quốc                 | Li Yuanyuan · Trung Quốc       |
| Biểu diễn đôi | Nhật Bản · Miya Tachibana · Miho Takeda | Hàn Quốc · Jang Yoon-kyeong · Yoo Na-mi | Trung Quốc · Li Min · Long Yan |

## Bảng tổng sắp huy chương
| Hạng               | Đoàn               | Vàng | Bạc | Đồng | Tổng số |
| ------------------ | ------------------ | ---- | --- | ---- | ------- |
| 1                  | Nhật Bản (JPN)     | 2    | 0   | 0    | 2       |
| 2                  | Hàn Quốc (KOR)     | 0    | 2   | 0    | 2       |
| 3                  | Trung Quốc (CHN)   | 0    | 0   | 2    | 2       |
| Tổng số (3 đơn vị) | Tổng số (3 đơn vị) | 2    | 2   | 2    | 6       |

## Quốc gia tham dự
Tổng cộng có 16 vận động viên từ 7 quốc gia tranh tài ở môn bơi nghệ thuật tại Đại hội thể thao châu Á 1998:
- Trung Quốc (3)
- Hồng Kông (1)
- Nhật Bản (2)
- Kazakhstan (2)
- Hàn Quốc (3)
- Thái Lan (3)
- Uzbekistan (2)